# Túnel do Rossio

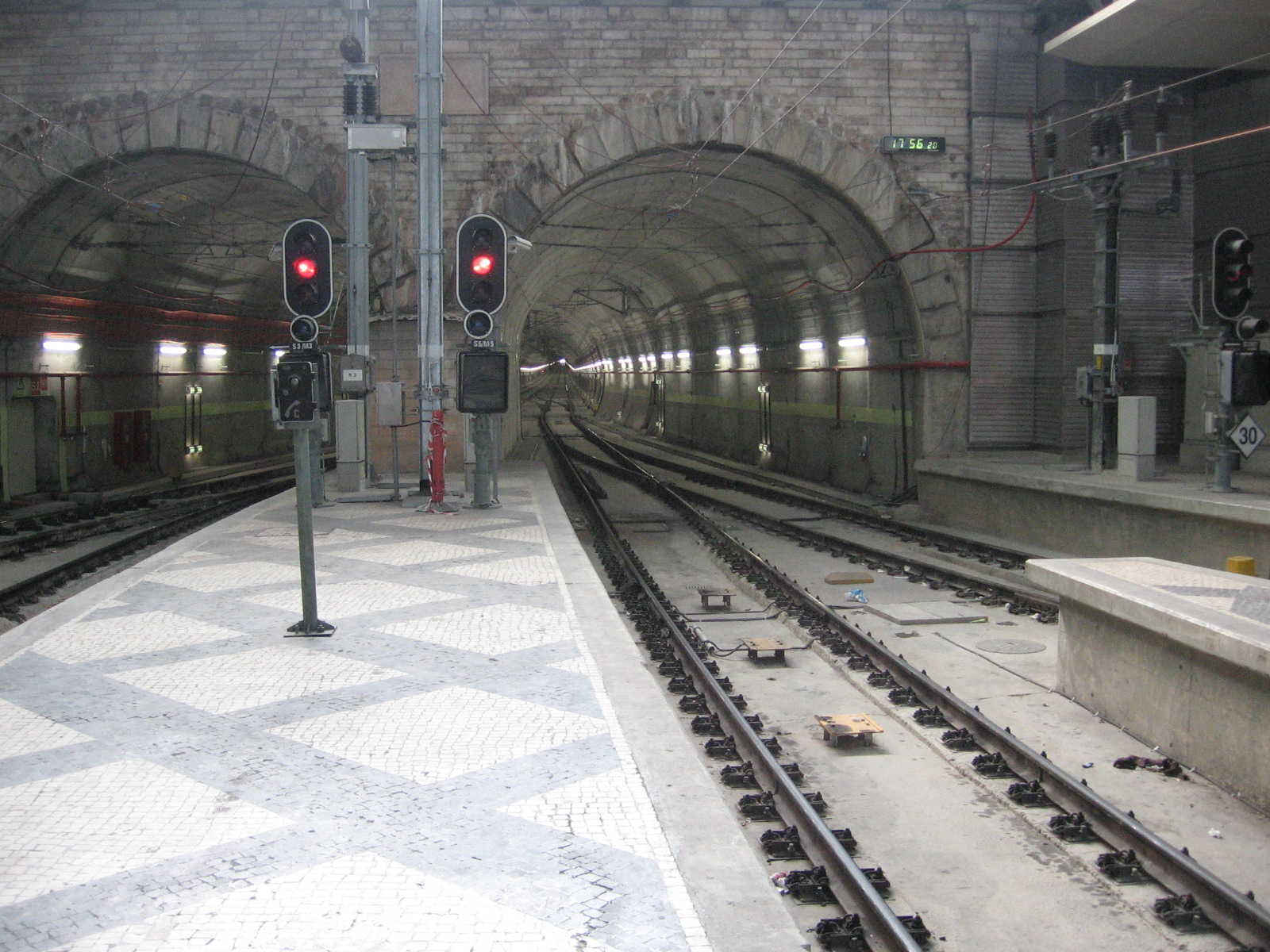
Túnel do Rossio vom Bahnhof Rossio aus gesehen

Der Túnel do Rossio, zu deutsch „Rossiotunnel“, ist der Verbindungstunnel zwischen dem innerstädtischen Bahnhof Lissabon Rossio und dem Bahnhof Campolide an der Linha de Cintura. Der Tunnel bildet gleichzeitig die ersten Kilometer der bekannten Linha de Sintra.
Der zweigleisige Tunnel ist 2613 Meter lang und hat eine Höhe von 6 Metern unterhalb der Gewölbedecke. Der Tunnel besitzt eine maximale Neigung von einem Prozent, vom Tunnelanfang beim Bahnhof Campolide geht es etwa 24–26 Meter bergab.
Die Bauarbeiten für den Tunnel begannen im Jahr 1887. Die ersten Probezüge durch den neuen Tunnel konnten erst ab dem 8. April 1889 fahren, die offizielle Eröffnung des zukünftigen Hauptbahnhofes und damit des Tunnels fand am 11. Juni 1890 statt. Die Kosten für den Bau des Bahnhofes und des Tunnels beliefen sich auf 730.000 Réis. Der Tunnel gilt als eines der wichtigsten Bauwerke der portugiesischen Ingenieurskunst des 19. Jahrhunderts. Die 200.000 Kubikmeter Erde, die beim Aushub des Tunnels entstanden, wurden später am Tejo-Ufer zwischen Cais do Sodré und Santos verbaut.
2004 stellte das Nationale Labor für Zivilingenieurswissenschaften (Laboratório Nacional de Engenharia Civil) fest, dass die Tunneldecke des Rossio-Tunnels starke Risse hat, sodass die REFER und das portugiesische Verkehrsministerium eine grundlegende Sanierung des Tunnels und auch des Bahnhofsgebäudes beschlossen. Seit dem 22. Oktober 2004 waren der Bahnhof und der Tunnel gesperrt, die Züge der Linha de Sintra fuhren seitdem über die Linha de Cintura bis zum Bahnhof Lissabon-Oriente und darüber hinaus.
Während der Sanierungsarbeiten erhielt der Bahnhof eine neue betonierte Tunneldecke sowie ein festes Gleisbett. Zudem schuf die ausführende REFER einen Verbindungstunnel für Notfälle zwischen dem Eisenbahntunnel und dem Autobahntunnel Túnel do Marquês. Die Wiederöffnung hatte die REFER zunächst für 2006 angekündigt. Sie erfolgte letztendlich am 16. Februar 2008.